# Верхня Ага
Верхня Ага́ (рос. Верхняя Ага) — село у складі Могойтуйського району Забайкальського краю, Росія. Входить до складу Хілинського сільського поселення.

## Історія
Село було утворено 2014 року шляхом виділення зі складу селища Ага.